# Tjitske Reidinga
Tjitske Reidinga (née le 20 février 1972 à Leuvarde) est une actrice et chanteuse néerlandaise.

## Carrière
Elle fut mariée pendant 16 ans avec l'acteur Vincent Croiset, avec qui elle a eu trois garçons (Jacob, Fobbe et Klaas),, fils de l'acteur et écrivain Jules Croiset.

## Filmographie

### Cinéma
- 2002 : Comme ça vous chante, madame la gouvernante (Yes Nurse! No Nurse!) de Pieter Kramer : Jet[4]
- 2003 : De Passievrucht (nl) de Maarten Treurniet : Anke Neerinckx[5]
- 2004 : Ellis in Glamourland (nl) de Pieter Kramer : Roosje[6]
- 2006 : N Beetje Verliefd (nl) de Martin Koolhoven : Aafke[7]
- 2011 : Gooische vrouwen (nl) de Will Koopman : Claire van Kampen[8]
- 2012 : Alles is familie (nl) de Joram Lürsen : Linda[9]
- 2014 : Pim & Pom: Het Grote Avontuur (nl) de Gioia Smid : Pom[10]
- 2015 : Stuck de Mathijs Geijskes : Helena[11]
- 2015 : Sneeuwwitje en de zeven kleine mensen (nl) de Will Koopman[12]
- 2016 : De Zevende Hemel (nl) de Job Gosschalk : Silke[13]
- 2018 : Doris d'Albert Jan van Rees : Doris

### Téléfilms
- 1985 : Plaatjes Kijken
- 1998 : Inspecteur de Cock (Baantjer: De Cock : Puck Geldermans
- 1998 : Goede daden bij daglicht : Sylvia
- 2002-2003 : De vloer op (nl): Diverse rôle
- 2003 : De Band (nl) : Belinda
- 2004 : Fit 2 : Major
- 2004 : Ibbeltje (nl) : Mientje
- 2005-2009 : Jardins secrets (Gooische Vrouwen) : Claire van Kampen
- 2005 : Keyzer & De Boer Advocaten : Linda van Drunen
- 2011 : Verborgen Gebreken (nl) : Annabet Schuit
- 2011 : Hart tegen Hard (nl) : Rebecca Franssen
- 2013 : Volgens Robert (nl) : La psychiatre Lea
- 2013 : Doris : Doris Dorenbos

### Film musical
- 2016 : De Zevende Hemel (Officiële Soundtrack) (sorti le 14 novembre 2016)[14]

## Théâtre

### Pièces et comédies musicales
- 1997 : De ziekte die jeugd heet
- 1998 : Sterrenstof
- 1998 : Trainspotting
- 1999 : Een stukje time out
- 1999 : Het vissenkind
- 1999 : Le Songe d'une nuit d'été
- 1999-2000 : Ja zuster, nee zuster (nl) : Jet
- 2000 : Hollandse Revue
- 2001 : De Trojaanse
- 2001-2002 : Qui a peur de Virginia Woolf ? (Wie is er bang voor Virginia Woolf?) : Honey
- 2002-2003 : Hedda Gabler : Hedda Gabler
- 2003 : Da Vinci en de drol
- 2003-2004 : Treinen kunnen keren
- 2005 : Amadeus
- 2005 : Uit liefde
- 2007-2008 : De Geschiedenis van de Familie Avenier : Toos
- 2009 : De ingebeelde zieke : Bélin
- 2009 : De god van de slachting : Annette Reille
- 2010 : Truckstop : La mère
- 2010 : Alice in Wonderland : Alice
- 2011 : Augustus: Oklahoma : Ivy Weston
- 2012 : Het geheugen van water : Marie
- 2013 : Een ideale vrouw : Constance Middleton
- 2013 : De tijd voorbij : Betty
- 2014 : Bedscènes : Johanna
- 2015 : Terug naar toen : Rosalie van Rooij
- 2015-2018 : Sophie, een leven in 12 scènes : Sophie
- 2016 : In de ban van Broadway] : Grace
- 2016 : Other Desert Cities : Brooke Wyeth
- 2017 : Geen paniek! : Kitty van Veen